# Przegląd Techniczny

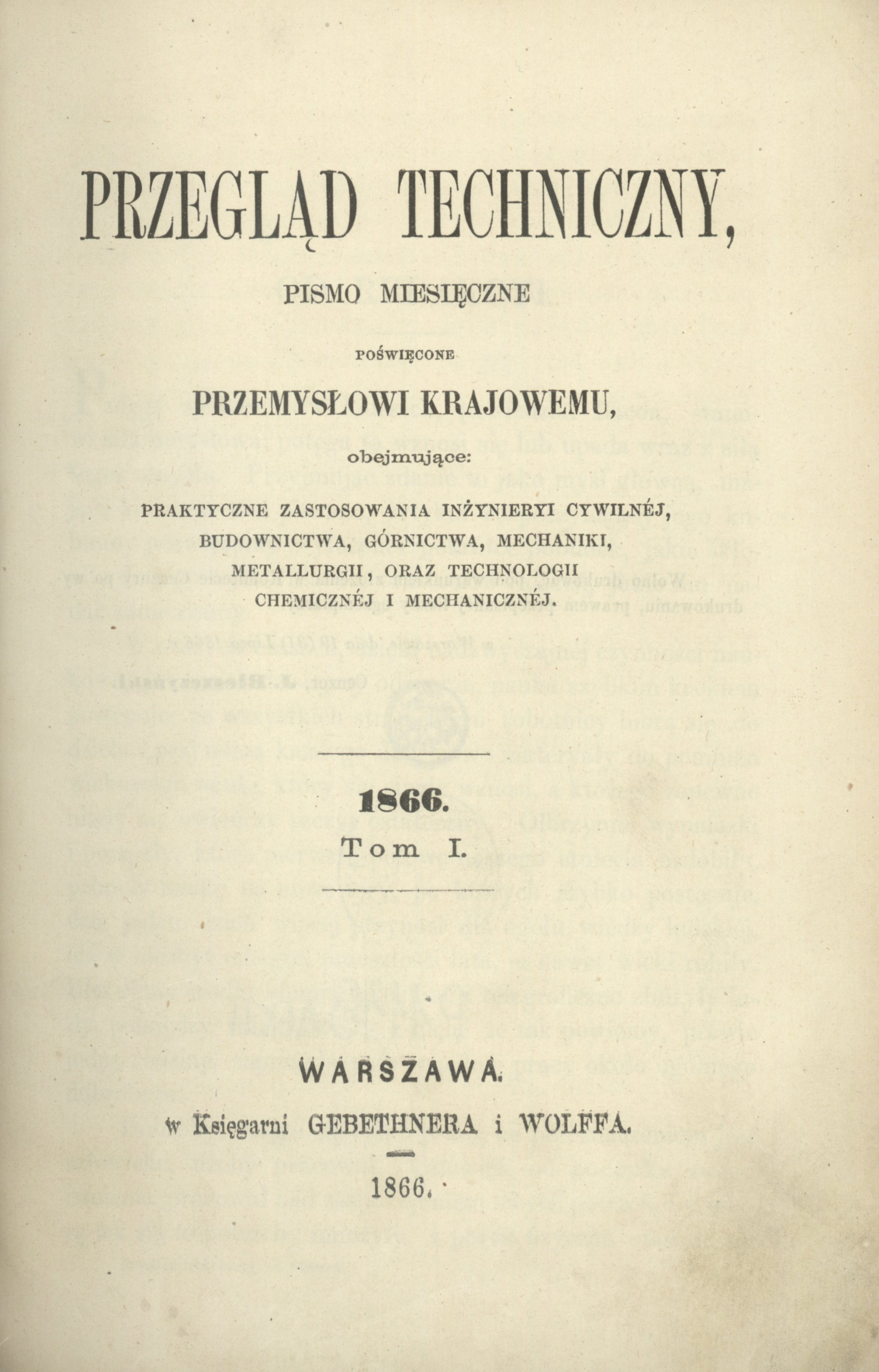
Strona tytułowa tomu 1 (1866)

Przegląd Techniczny – jedno z najstarszych istniejących europejskich czasopism poświęconych tematyce ogólnotechnicznej, ukazuje się od 1866.
Wydawany przez Naczelną Organizację Techniczną (NOT) tygodnik „Przegląd Techniczny” po fuzji z miesięcznikiem „Wektory. Problemy nauki i techniki” (ISSN 12308358) od początku roku 1975 przyjął tytuł „Innowacje Przegląd Techniczny”, zmieniony od numeru nr 36 z 11 września 1977 na „Przegląd Techniczny Innowacje”, a od następnego numeru na „PTI Przegląd Techniczny Innowacje” (tygodnik Naczelnej Organizacji Technicznej i Polskiego Towarzystwa Ekonomicznego). W 1981 ostatni numer przed stanem wojennym ukazał się z datą 6 grudnia. W 1982 tygodnik został wznowiony jako „Przegląd Techniczny”. Od 2003 dwutygodnik z podtytułem gazeta inżynierska, od 2021 miesięcznik.

## Redaktorzy naczelni
po 1945
- Witold Kasperowicz (od numeru 1 z 1948)[6]
- Jan Wacław Czarnowski (od numeru 1 z 1949)[6]
- Dionizy Gajewski (od numeru 1 z 1962)[6]
- Stefan Katarzyński (od numeru 23/24 z 1965)[6]
- Krzysztof Krauss (od numeru 10 z 1972)[6]
- Jerzy Drewnowski (od numeru 14 z 1974)[6]
- Wojciech Kubicki (od numeru 4 z 1979)
- Marek Samotyj (od numeru 36 z 1979[1] do 1981[7] i od numeru 1 z 1982)[5]
- B. Hynowski (od numeru 16 z 1983)[5]
- Ewa Mańkiewicz-Cudny (od numeru 42/43 z 1989)[5]
- Martyna Jachimowicz (od numeru 1 z 2022)[5]